# Zementstahl
Zementstahl ist eine historische Stahlsorte, die durch Zementation (historische Bezeichnung: Zementieren) gewonnen wurde. Hierzu wurden Eisenstäbe in speziellen Kästen, mit einem aus Kohle und weiteren Stoffen bestehenden Pulver umgeben, geschichtet und in einem Ofen unter Luftabschluss für längere Zeit zum Glühen gebracht.
Dieses Verfahren (oft auch Aufkohlen genannt) erhöhte den Kohlenstoffgehalt erheblich, war aber aufwändig und teuer und hing stark von der Güte des verwendeten Eisens ab. Auch konnte man nur eine relativ geringe Menge Stahl in einem „Brand“ erzeugen. Daher verlor das Verfahren im 19. Jahrhundert nach dem Entstehen des Puddelverfahrens sehr schnell an Bedeutung.